# سیارک ۹۵۵
سیارک ۹۵۵ (به انگلیسی: 955 Alstede، نامگذاری:1921JV) نهصد و پنجاه و پنجمین سیارک کشف شده‌است که در ۵ اوت ۱۹۲۱ و در هایدلبرگ کشف شد.
قدر مطلق سیارک برابر ۱۱٫۱۰ است.